# 邱德根
邱德根，JP（1924年5月1日—2015年3月17日），香港商人，遠東銀行（已併入東亞銀行）創辦人及董事長，遠東發展集團創辦人及前董事局主席兼行政總裁，前亞洲電視董事局主席，被譽為「亞視之父」。

## 生平
邱德根祖籍浙江宁波，1924年5月1日生于中華民國上海，從小在上海長大的邱德根，年幼時家境貧困；在軍閥混戰年代唸了幾個月中學便輟學，當時他就讀的學校是位於上海市徐匯區天平路的華光小學（直屬中學為華光中學）。1936年，時年12歲的他就開始出來工作，在戲院做代位收票，月薪12元，後來他覺得戲院有得做，就租了一家小戲院來經營度日，並立志總有一天，全國各地都要有他戲院。
至1950年，到香港買電影到上海放映，發覺在香港較有可為，於是留在香港發展。在朋友的公司搞幻燈片廣告及買賣影片，後來以月租五千港元租下荃灣戲院播放電影，短短幾年先後在沙田、大埔（金都戲院）、粉嶺等開了十多間戲院，成為新界的「戲院大王」。
他又在荃灣區購入多片土地，1959年在鄉村開設小錢莊「遠東錢莊」接受農民存款。遠東錢莊其後發展成遠東銀行，更建成當年新界最高的遠東銀行大廈（今荃灣遠東絲麗酒店）。他在1964年獲委任為太平紳士，1967年當選荃灣商會理事長、新界鄉議局特邀議員、荃灣鄉事委員會委員。1962年購入九龍荔枝角荔園遊樂場，內設過山車、動物園等設施。1970年代末，又投資1500萬港元在荔園側興建宋城。後來荔園及宋城在1990年代末拆卸，改建成住宅物業。
1969年，遠東銀行出現內部危機，邱德根無奈把大部分股權轉售給萬國寶通銀行，只剩下兩成四股份及董事長虛銜。1972年，邱趁股市高峰把遠東發展上市；1979年，邱又把遊樂場、戲院及其他資產組成遠東酒店上市。1972年，邱創辦遠東發展有限公司並擔任董事局主席。
邱德根亦有參與公益事務，他於1973年跟荃灣商會合力創辦仁濟醫院，亦曾在1975年及1977年在荃灣、元朗及屯門區開辦三所裘錦秋中學紀念亡妻裘錦秋。
1982年，邱德根悉數售出其持有的無綫電視約10%股權套現，轉而從澳洲財團手中購入麗的電視50%股權，並在9月27日配合遠東集團名稱易名亞洲電視及採用金錢作為徽號，擔任董事局主席並進行多項改革；1984年，邱德根全面收購澳洲財團其餘股權。其後亞視的收視率及財政出現起色，在1985至1987年內轉虧為盈。在亞視股東之中，邱德根是少數能賺錢的老闆，在任期間亞視以節儉為名，甚至有指是極度刻薄孤寒：例如古裝劇集，不論秦漢唐宋元明，服飾都是一樣；也指當年亞視員工一日只能取用四份一格廁紙，亞視員工新年利是則是遠東銀行五毫代用券等。1989年，邱德根把亞洲電視售予林百欣家族及新世界集團。
1988年邱德根被控造假賬，審訊多年；1993年，邱德根證實患上腦退化症而免被起訴。
2011年9月，邱德根宣布正式退任遠東發展董事會執行董事兼主席職位，轉為榮譽主席。
2015年3月17日9時55分，邱德根在汀九的獨立屋內暈倒，送往仁濟醫院後，證實不治，終年90歲。2015年3月18日，為紀念邱德根離世，亞視本港台於20:00－22:00播映特備節目《永遠懷念您 邱德根先生》。

## 家庭狀況
邱德根首任妻子是上海時的鄰居、曾就讀之江大學的裘錦秋，兩人拍拖一兩年便結婚。1964年，邱德根結識富商陆运涛，並計劃合作發展電影；裘錦秋及陆运涛等出訪台灣時發生飛機失事身亡，後來邱德根娶裘錦秋之妹兼姨仔裘錦蘭續弦。為紀念裘錦秋，邱德根斥資建裘錦秋英文書院（後改名裘錦秋中學）、錦秋橋和錦秋園等。2020年，邱德根家族持有的荔園遊樂花園有限公司入稟控告美荔農莊有限公司，指該公司未經批准下於其位於美孚九華徑的土地經營燒烤場。

## 公職
- 第十屆全國人民代表大會香港特別行政區代表選舉會議成員
- 中國人民政治協商會議全國委員會香港地區委員[15][16]
- 新界總商會創辦人及永久榮譽主席
- 新界鄉議局特邀委員
- 仁濟醫院顧問局永遠顧問
- 裘錦秋中學校董會主席

## 名下馬匹
邱德根、裘錦蘭夫婦是香港賽馬會會員，曾先後擁有馬匹「人來風」、「再來風」、「風調雨順」。另外，他的二子邱達昌、幼子邱達根、孫女邱詠禧、孫子邱華瑋亦是香港賽馬會會員，曾先後擁有名下馬匹「藍老虎」、「帝勝之星」、「太平風」、「健康之星」。

## 以其命名事物

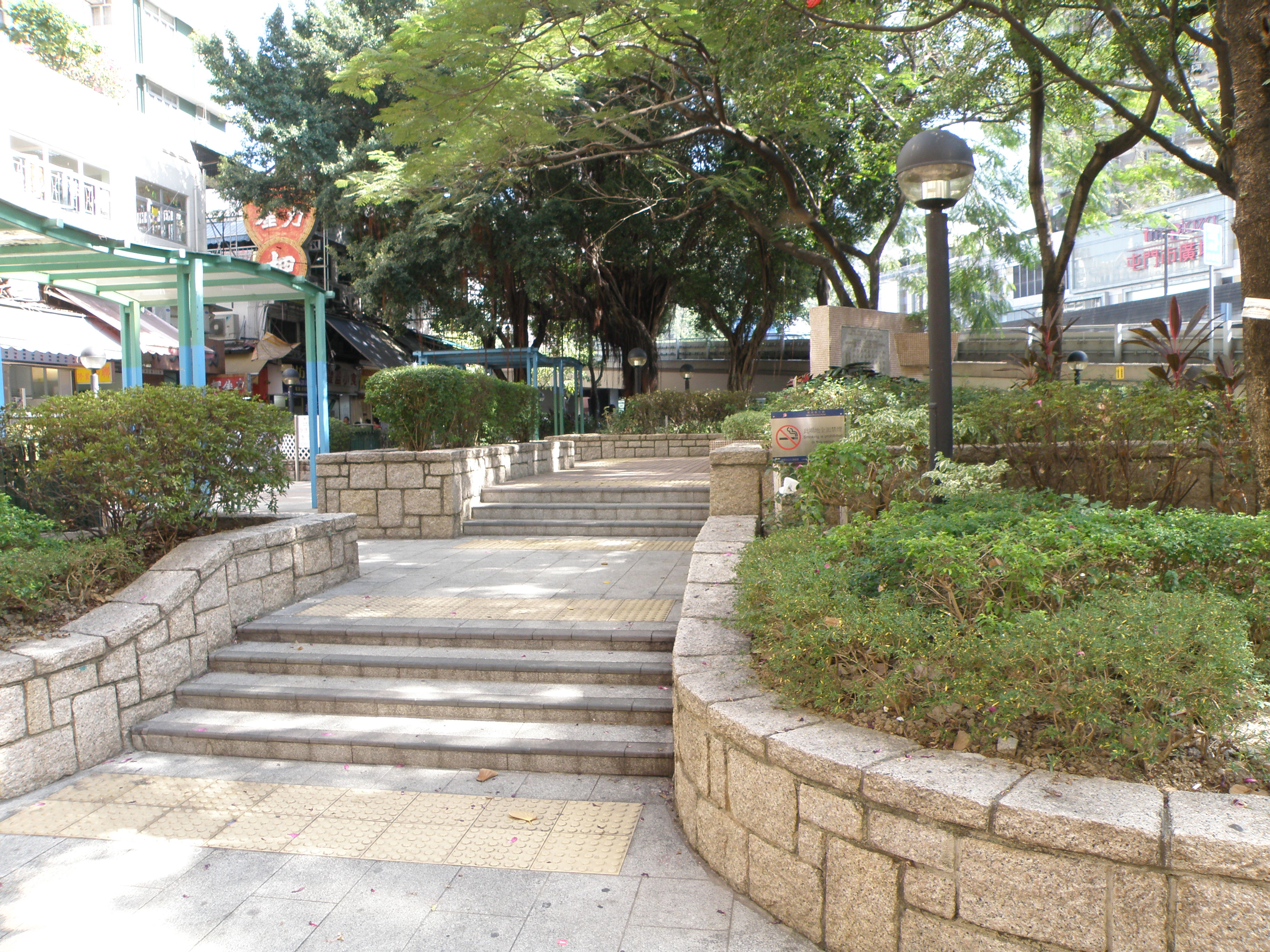
邱德根公園

- 邱德根公園：位於屯門新墟
- 邱德根堂：位於裘錦秋中學（葵涌）

## 影視媒體形象
- 《精裝追女仔II》：1988年電影，盧海鵬飾演老周，影射邱德根。
- 《香港傳奇人物之周德根傳》：1991年電視電影，盧海鵬飾演周德根，影射邱德根。

## 參看
- 邱德根家族
- 裘錦秋中學 (葵涌)